# Марія Анна Йозефа Австрійська
Марія Анна Йозефа Австрійська (нім. Maria Anna Josepha von Österreich; 20 грудня 1654 — 4 квітня 1689) — австрійська ерцгерцогиня та угорська принцеса з династії Габсбургів, донька імператора Священної Римської імперії Фердинанда III та мантуанської принцеси Елеонори Гонзага, дружина герцога Юліха та Берга Йоганна Вільгельма.

## Біографія
Марія Анна Йозефа народилася 20 грудня 1654 року у Регенсбурзі. Вона була третьою дитиною та третьою донькою в родині імператора Священної Римської імперії Фердинанда III та його третьої дружини Елеонори Гонзага. Дівчинка мала старшу сестру Елеонору Марію. Ще одна сестра, Тереза Марія Йозефа, померла до її народження. Наступного року у дівчаток з'явився брат, який також прожив недовго.
Батько пішов з життя, коли Марії Анні Йозефі було два роки. Мати більше заміж не виходила і виховувала доньок сама. Імператорський престол наслідував зведений брат Марії Анни Йозефи Леопольд I. 1676 року він побрався з нойбурзькою принцесою Елеонорою Магдаленою. Щоб ще більше скріпити зв'язки з пфальц-нойбурзьким домом було вирішено, що Марія Анна Йозефа вийде заміж за молодшого брата Елеонори Магдалени.
25 жовтня 1678 року у Вінер-Нойштадті відбулося вінчання 23-річної принцеси із 20-річним спадкоємцем курфюрства Пфальц Йоганном Вільгельмом Нойбурзьким. Церемонія одруження була проведена архієпископом Леопольдом Колоничем. Оселилася молода родина в Дюссельдорфі, де мала розкішний двір. В 1883 і 1886 роках у них народилося двоє синів, що померли при народженні.
1679 року Йоганн Вільгельм отримав від батька в управління герцогства Юліх та Берг.
Марія Анна померла від сухот у віці 34 років під час відвідин імператорського двору. Похована у імператорському склепі Капуцинеркірхе у Відні.